# Зубцовский, Авенир Николаевич
Авенир Николаевич Зубцовский (3 июня 1922, с. Еремеево, совр. Вологодская область — 4 декабря 1993, Новосибирск) — советский работник промышленности, главный конструктор новосибирского предприятия «Химаппарат» (1959—1986), лауреат Государственной премии СССР (1977).

## Биография
Родился 3 июня 1922 года в селе Еремеево на территории современной Вологодской области. Из семьи служащего. Участвовал в Великой Отечественной войне.
В 1951 году окончил Ленинградский политехнический институт, после чего работал инженером, начальником цеха и начальником отдела контрольно-измерительных приборов предприятия п/я-80 в Новосибирске.
С 1957 года занимал должности начальника электротехнической лаборатории (ЦЗЛ), начальника конструкторского отдела, главного конструктора «Химаппарата». Сыграл важную роль в формировании конструкторского коллектива, изготовлении нового оборудования, установлении контактов с разработчиками.
Похоронен на Заельцовском кладбище Новосибирска (квартал 47В).

## Награды
Ордена Трудового Красного Знамени (1962) и «Знак Почёта» (1971), медали.